# Trần Mộng Bạch
Trần Mộng Bạch (1903-1931) tên thật là Trần Đình Thanh, là một nhà cách mạng Việt Nam. Là một trong những người sáng lập nên Hội Phục Việt, tổ chức tiền thân của Tân Việt Cách mạng Đảng, ông là Hội trưởng đầu tiên của Hội Phục Việt và là một trong những lãnh đạo của Tân Việt Cách mạng Đảng sau này

## Tiểu sử
Quê ông ở làng Trung Tiết, huyện Thạch Hà, nay là phường Nam Hà, Thành phố Hà Tĩnh..
Sau này học tại trường Quốc học Huế. Sau khi tốt nghiệp, ông về Vinh làm giáo viên tại trường Quốc học Vinh, sau này ông là hiệu trưởng tại trường tiểu học Cao Xuân Dục.
Trong thời gian làm hiệu trưởng trường Cao Xuân Dục, ông đã cùng với một số giáo viên trẻ tại trường như Trần Phú, Hà Huy Tập,... cùng một số sinh viên trường Cao đẳng Sư phạm Hà Nội như Tôn Quang Phiệt, Đặng Thai Mai và các sĩ phu Nho học như Lê Văn Huân, Nguyễn Đình Kiên,... đã thành lập Hội Phục Việt vào ngày 14 tháng 7 năm 1925 tại Vinh. Trong hội nghị thành lập này, ông được cử làm Hội trưởng. Ông cũng là người soạn thảo bản Dự án 10 điểm của hội.
Sau nhiều lần đổi tên, tới tháng 7 năm 1928 đổi tên thành Tân Việt Cách mạng Đảng, ông cũng là người viết Cương lĩnh của Đảng Tân Việt. Trong thời kỳ lãnh đạo là Bí thư Tổng bộ, ông đã lần lượt cử Trần Phú, Lê Duy Điếm,... sang Trung Quốc gặp Hội Việt Nam Cách mạng Thanh niên nhằm tìm kiếm giải pháp hợp nhất giữa hai tổ chức.
Trong thời gian hoạt động cách mạng của mình, ông bị chính quyền thực dân Pháp coi là một đối tượng nguy hại tới an ninh chính trị tại Đông Dương. Do quen biết nhiều sĩ phu yêu nước, nên khi Hội Phục Việt ra đời đã nhận được sự ủng hộ của các nhân vật có uy thế. Theo báo cáo của Sở Mật thám Pháp: Bạch được các bậc lão thành trong nhóm ủng hộ.. và Mục tiêu của Bạch là hợp nhất hai đảng tồn tại song song và theo đuổi một mục đích chính tống cổ người Pháp. Để ngăn chặn các hoạt động của ông, chính quyền thực dân Pháp đã buộc ông vào dạy học ở Kon Tum, tuy không có mặt tại các trung tâm đấu tranh như Huế, Vinh, Hà Nội nhưng ông vẫn tham gia từ xa các hoạt động của Đảng.
Tới năm 1929, nội bộ Đảng Tân Việt phân hóa ra thành hai nhóm, ông thuộc nhóm công bố đề án thành lập Liên đoàn Quốc gia. Cũng trong thời gian này, chính quyền thực dân đẩy mạnh việc bắt giữ các thành viên trong Đảng, ông bị bắt và kết án 7 năm tù khổ sai, ông bị tra tấn trong tù, sau đó được trả về quê và mất vào ngày 30 tháng 06 năm 1931.